# Marathon van Keulen
De Marathon van Keulen of Köln-Marathon is een jaarlijkse marathon in de Duitse stad Keulen. De wedstrijd vindt elk jaar begin oktober plaats en is met rond 10.000 finishers de op twee na grootste marathon van Duitsland. De laatste jaren daalden de getallen daarentegen.
Ondanks het feit dat hij pas sinds 1997 bestaat, is de wedstrijd uitgegroeid tot een groot feestelijk sportevenement. Naast het sportieve is er ook een euforisch spektakel in de stad: "Er is altijd feest in de grote carnavalsstad Keulen" (Sabrina Mockenhaupt winnares 2007, 2:29.33).
Naast de gewone marathon vindt er ook een marathon voor Inline-Skate plaats, een marathon voor handbike en een halve marathon. Startplaats is Keulen-Deutz voor de Rijnbrug. De deelnemers genieten op Deutzer Brücke meteen van een mooi uitzicht op de stad. De finish is Trankgasse nabij de Dom van Keulen. Finishers kunnen na afloop doorwandelen naar Neumarkt om een gratis (alcoholvrij) biertje te nuttigen. Eveneens zorgt sponsor REWE voor een uitgebreide keuze aan versnaperingen aan de aankomst. De tijdmeting wordt in Keulen gedaan door race result AG.

## Statistiek

### Parcoursrecords
- Mannen:  2:07.37 Alfred Kering (2012)
- Vrouwen: 2:25.34 Helena Kiprop (2012)

### Overzicht winnaars
| Jaar              | Finishers | Winnaar mannen          | Tijd    | Nationaliteit | Winnares vrouwen    | Tijd    | Nationaliteit |
| ----------------- | --------- | ----------------------- | ------- | ------------- | ------------------- | ------- | ------------- |
| 13 oktober 2019   |           | Hendrik Pfeiffer        | 2:15.19 | Duitsland     | Debbie Schöneborn   | 2:31.18 | Duitsland     |
| 7 oktober 2018    |           | Tobias Blum             | 2:16.55 | Duitsland     | Rebecca Robisch     | 2:46.01 | Duitsland     |
| 1 oktober 2017    |           | Hendrik Pfeiffer        | 2:13.39 | Duitsland     | Rebecca Robisch     | 2:42.59 | Duitsland     |
| 2 oktober 2016    | 5.092     | Raymond Kipchumba Choge | 2:08.39 | Kenia         | Bornes Jepkurui     | 2:32.16 | Kenia         |
| 4 oktober 2015    | 4.372     | Benson Waweru           | 2:16.03 | Kenia         | Gelane Senbete      | 2:27.33 | Ethiopië      |
| 14 september 2014 | 3.953     | Maritim Anthony         | 2:10.26 | Kenia         | Julia Mumbi         | 2:28.00 | Kenia         |
| 18 oktober 2013   | 5.129     | Nicholas Chelimo        | 2:09.45 | Kenia         | Janet Rono          | 2:28.36 | Kenia         |
| 14 oktober 2012   | 5.088     | Alfred Kering           | 2:07.37 | Kenia         | Helena Kirop        | 2:25.34 | Kenia         |
| 2 oktober 2011    | 5.469     | Samson Barmao           | 2:08.56 | Kenia         | Aberu Mekuria       | 2:32.24 | Ethiopië      |
| 3 oktober 2010    | 5.481     | Bowel Francis Kipkoech  | 2:14.15 | Kenia         | Katharina Heinig    | 2:46.05 | Duitsland     |
| 4 oktober 2009    | 7.875     | Evans Kipkosgei Ruto    | 2:08.36 | Kenia         | Sabrina Mockenhaupt | 2:30.12 | Duitsland     |
| 5 oktober 2008    | 9.367     | Sammy Kurgat            | 2:10.02 | Kenia         | Robe Tola           | 2:29.39 | Ethiopië      |
| 7 oktober 2007    | 9.691     | Daniel Too              | 2:11.05 | Kenia         | Sabrina Mockenhaupt | 2:29.33 | Duitsland     |
| 8 oktober 2006    | 10.461    | Tereje Wodajo           | 2:11.18 | Ethiopië      | Luminita Zaituc     | 2:28.24 | Duitsland     |
| 11 september 2005 | 10.921    | Joseph Kadon            | 2:11.55 | Kenia         | Claudia Dreher      | 2:31.43 | Duitsland     |
| 12 september 2004 | 12.963    | James Rotich            | 2:10.22 | Kenia         | Claudia Dreher      | 2:32.04 | Duitsland     |
| 5 oktober 2003    | 13.857    | Benjamin Rotich         | 2:12.05 | Kenia         | Tegla Loroupe       | 2:33.48 | Kenia         |
| 6 oktober 2002    | 14.224    | Ernest Kipyego          | 2:10.52 | Kenia         | Claudia Dreher      | 2:31.30 | Duitsland     |
| 7 oktober 2001    | 13.034    | Simon Lopuyet           | 2:11.56 | Kenia         | Judy Kiplimo        | 2:31.07 | Kenia         |
| 1 oktober 2000    | 12.719    | Benson Lokorwa          | 2:11.51 | Kenia         | Malgorzata Sobanska | 2:28.41 | Polen         |
| 3 oktober 1999    | 10.878    | Benson Lokorwa          | 2:11.49 | Kenia         | Elzbieta Jarosz     | 2:34.23 | Polen         |
| 11 oktober 1998   | 8.573     | Carsten Eich            | 2:10.55 | Duitsland     | Malgorzata Sobanska | 2:29.39 | Polen         |
| 5 oktober 1997    | 11.221    | Stephan Freigang        | 2:11.58 | Duitsland     | Angelina Kanana     | 2:27.27 | Kenia         |

### Aantallen finishers
| Jaar | Marathon | Halve marathon | Totaal |
| ---- | -------- | -------------- | ------ |
| 2023 | 03.757   | 10.647         | 14.404 |
| 2017 | 04.516   | 11.611         | 16.127 |
| 2016 | 05.092   | 11.838         | 16.930 |
| 2015 | 04.372   | 10.712         | 15.084 |
| 2014 | 03.953   | 09.415         | 13.368 |
| 2013 | 05.129   | 10.966         | 16.095 |
| 2012 | 05.088   | 09.914         | 15.002 |
| 2011 | 05.469   | 12.571         | 19.842 |
| 2010 | 05.481   | 09.193         | 14.674 |
| 2009 | 07.875   | 11.038         | 18.913 |
| 2008 | 07.554   | 08.689         | 16.243 |
| 2007 | 09.691   | 07.642         | 17.333 |
| 2006 | 10.461   | 05.068         | 15.529 |
| 2005 | 10.921   | ---            | 10.921 |
| 2004 | 12.963   | ---            | 12.963 |
| 2003 | 13.857   | ---            | 13.857 |
| 2002 | 14.224   | ---            | 14.224 |
| 2001 | 13.034   | ---            | 13.034 |
| 2000 | 12.719   | ---            | 12.719 |
| 1999 | 10.878   | ---            | 10.878 |
| 1998 | 08.573   | ---            | 08.573 |
| 1997 | 11.221   | ---            | 11.221 |

## Memorabele gebeurtenissen
De marathon van 2012 was eigenlijk al gewonnen door de  Ethiopiër Negari Getachew, toen een begeleidende motorbestuurder in de laatste bocht voor de finish een zijstraatje inreed om de weg vrij te maken. Getachew volgde de motor de zijstraat in en werd daardoor ingehaald door de Keniaan Alfred Kering, die 20 meter achter de Ethiopiër liep. Deze bijzondere blunder gebeurde slechts 100 meter voor de finish lijn, Getachew werd dus tweede.